# Santo António (São Roque do Pico)
Santo António ist eine portugiesische Gemeinde (Freguesia) im Kreis (Concelho) von São Roque do Pico, auf der Azoren-Insel Pico. In der Gemeinde leben 724 Einwohner (Stand 19. April 2021).